# Elmohardyia atlantica
Elmohardyia atlantica är en tvåvingeart som först beskrevs av Hough 1899.  Elmohardyia atlantica ingår i släktet Elmohardyia och familjen ögonflugor. Inga underarter finns listade i Catalogue of Life.